# Filiberto Ferrero
Filiberto Ferrero (Biela, 11 de agosto de 1472 - Roma, 14 de agosto de 1549) foi um cardeal do século XVI.

## Biografia
Nasceu em Biela em 1500. O mais velho dos sete filhos de Goffredo Ferrero, marquês de Bordolano, e de sua segunda esposa Margherita Sanseverino, marquesa de Bordolano. Irmão do Cardeal Pietro Francesco Ferrero (1561). Sobrinho dos Cardeais Gianstefano Ferrero (1500); e Bonifacio Ferrero (1517). Tio do Cardeal Guido Luca Ferraro (1565). Outro membro da família foi o cardeal Antonio Ferrero (1505).
Ele tinha uma erudizione non ordinaria. (Nenhuma informação educacional adicional encontrada).
Eleito bispo de Ivrea, 17 de maio de 1518; constituído administrador até atingir a idade canônica de 27 anos; ocupou a sé até sua morte. Esmoler ordinário do rei da França desde 1528. Embaixador do duque de Sabóia em Veneza, 1530.
Ordenado diácono e sacerdote em 23 de dezembro de 1531, igreja de San Pietro in Montorio, Roma, por Guglielmo, OSA, bispo titular de Nicomédia. Consagrado bispo em 28 de dezembro de 1531, na capela do consagrador, em Roma, pelo cardeal Bonifacio Ferrero, ex-bispo de Ivrea, auxiliado por Onofrio de' Medici, arcebispo de Pisa, e por Guglielmo, bispo titular de Nicomédia. Na mesma cerimônia foi consagrado o cardeal Rodolfo Pio, bispo de Faenza. Núncio perante o duque de Sabóia, 12 de novembro de 1532. Governador de Piacenza desde 1534. Abade comendador de S. Michele della Chiusa, 1535-1538; e 1539-1549. Núncio perante o rei da França, de 26 de abril de 1537 a 11 de março de 1541. Abade comendador de S. Stefano, diocese de Ivrea, de 28 de outubro de 1537.
Criado cardeal sacerdote no consistório de 8 de abril de 1549; recebeu o chapéu vermelho e o título de S. Vitale, em 10 de maio de 1549.
Morreu em Roma em 14 de agosto de 1549. Transferido para Biella e enterrado no túmulo de seus ancestrais.